# Schistostemon sylvaticum
Schistostemon sylvaticum är en tvåhjärtbladig växtart som beskrevs av D. Sabatier. Schistostemon sylvaticum ingår i släktet Schistostemon och familjen Humiriaceae. Inga underarter finns listade i Catalogue of Life.